# Кеванишвили, Зураб Шамшиевич
Зураб Шамшиевич Кеванишвили (груз. ზურაბ შამშიევიჩ ქევანიშვილი; род. 15 марта 1941) — советский и грузинский физиолог, доктор медицинских наук, профессор, академик Академии наук Грузии (2018; член-корреспондент с 2009). 

## Биография
Родился 15 марта 1941 года в Тбилиси, Грузинской ССР.
С 1960 по 1965 год обучался на медицинском факультете Тбилисского государственного университета. С 1965 по 1968 год обучался в аспирантуре Институте физиологии АН ГрузССР.
С 1975 года на научно-исследовательской работе в Научном аудиологическом центре АН ГрузССР — НАН Грузии в качестве научного сотрудника и заведующего кафедрой электрофизиологии, с 1990 года — руководитель этого научного центра.
Помимо научной занимался и педагогической работой с 1983 года в качестве профессора Тбилисского государственного медицинского института (с 1992 года — Тбилисский государственный медицинский университет). Одновременно с 1996 года — профессор
медицинского факультета Тбилисского государственного университета.

### Научно-педагогическая деятельность и вклад в науку
Основная научно-педагогическая деятельность З. Ш. Кеванишвили была связана с вопросами в области основных направлений дисфункций слуховой системы человека и  точного анализа функций. Занимался исследованиями в области внутреннего уха, слуховых и акустических явлений, скрининга слуха новорождённых. Занимался профилактикой негативной динамики патологий у аудиологов, специализирующихся на диагностике, лечении и реабилитации патологий внутреннего и среднего уха, сопровождающихся нарушением способности воспринимать звуки и сохранять равновесие
В 1969 году защитил кандидатскую диссертацию по теме: «О роли мозолистого тела во взаимодействии больших полушарий головного мозга», в 1982 году защитил докторскую диссертацию на соискание учёной степени доктор медицинских наук по теме: «Когомология со значениями в полугруппах». В 1983 году ему присвоено учёное звание доцент, в 1985 году ему присвоено учёное звание профессор. В 2009 году был избран член-корреспондентом, а в 2018 году — действительным членом НАН Грузии. З. Ш. Кеванишвили  было написано более трёхсот восьмидесяти пяти научных работ, в том числе три монографии, на различных языках мира.